# Дудник Катерина Олексіївна
Катерина Олексіївна Дудник (нар. 30 грудня 1995, Біла Церква, Київська область) — українська волейболістка. Гравець національної збірної. Майстер спорту України міжнародного класу.

## Із біографії
Волейболом почала займатися в Неллі Євсеєвої. Вихованка Київського обласного ліцею-інтернату фізкультури і спорту в Білій Церкві (тренер — Ольга Датій). У сезоні 2010/2011 дебютувала в місцевій команді вищої ліги «Спортліцей». Через два роки переїхала до Тернополя, де чотири сезони захищала кольори «Галичанки». 2016 року перейшла до найсильнішого українського клубу — «Хіміка» з Южного. У його складі тричі поспіль ставала чемпіонкою країни, володаркою національного кубка і суперкубка.
У складі студентської збірної брала участь у трьох Універсіадах (2015, 2017, 2019). На першому з турнірів у Південній Кореї здобула звання віце-чемпіонки, а через два роки в Тайвані — бронзовою медалісткою. У італіському Неаполі була прапороносцем української команди на церемонії відкриття Універсіади. На цих змаганнях представляла Тернопільський національний економічний університет, Східноєвропейський національний університет імені Лесі Українки з Луцька і Харківську державну академію фізичної культури. 
У національній збірній України виступала на чемпіонаті Європи 2021.

## Клуби
| Роки      | Команди                    |
| --------- | -------------------------- |
| 2010—2012 | «Спортліцей» (Біла Церква) |
| 2012—2016 | «Галичанка» (Тернопіль)    |
| 2016—2019 | «Хімік» (Южне)             |
| 2019—2022 | «Прометей» (Кам'янське)    |

## Досягнення
- Чемпіон України (5): 2017, 2018, 2019, 2021, 2022
- Володар кубка України (5): 2017, 2018, 2019, 2021, 2022
- Володар суперкубка України (5): 2016, 2017, 2018, 2020, 2021

## Статистика

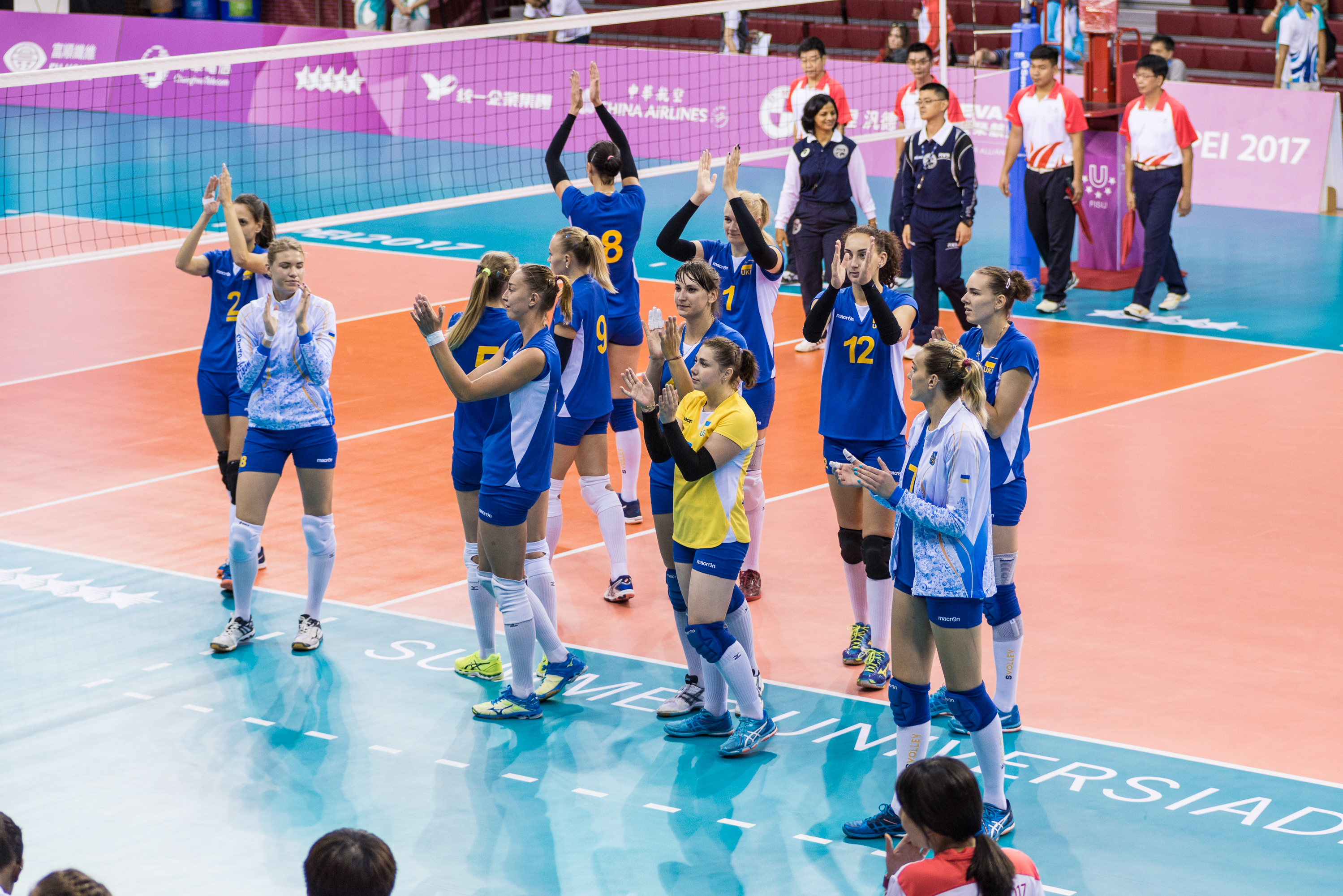
Студентська збірна України — бронзовий призер Універсіади-2017.

У міжнародних клубних турнірах:
| Сезон   | Клуб           | Турнір         | Ігри | Сети | Очки | Ср.  | Примітки |
| ------- | -------------- | -------------- | ---- | ---- | ---- | ---- | -------- |
| 2016-17 | «Хімік» (Южне) | Ліга чемпіонів | 2    | 10   | 28   | 2,80 |          |
|         | «Хімік» (Южне) | Кубок ЄКВ      | 3    | 10   | 11   | 1,10 |          |
| 2017-18 | «Хімік» (Южне) | Кубок ЄКВ      | 4    | 13   | 36   | 2,77 |          |
| 2018-19 | «Хімік» (Южне) | Кубок ЄКВ      | 2    | 8    | 23   | 2,87 |          |
| 2019-20 | СК «Прометей»  | Кубок виклику  | 2    | 6    | 19   | 3,17 |          |
| 2020-21 | СК «Прометей»  | Ліга чемпіонів | 2    | 7    | 25   | 3,57 |          |
|         | СК «Прометей»  | Кубок ЄКВ      | 2    | 7    | 18   | 2,57 |          |
| 2021-22 | СК «Прометей»  | Ліга чемпіонів | 10   | 29   | 66   | 2,28 |          |
| Всього  | Всього         | Всього         | 27   | 90   | 226  | 2,51 |          |

- Ср. — середній показник результативності за один сет.

У збірній:
| Рік  | Турнір           | Ігри | Сети | Очки | Ср.  | Місце | Примітки |
| ---- | ---------------- | ---- | ---- | ---- | ---- | ----- | -------- |
| 2019 | Євроліга         | 4    | 9    | 14   | 1,56 |       |          |
| 2021 | Євроліга         | 4    | 15   | 41   | 2,73 |       |          |
|      | Чемпіонат Європи | 6    | 11   | 14   | 1,27 |       |          |